# ファール・プレイ
『ファール・プレイ』（原題：Foul Play）は、1978年制作のアメリカ合衆国のサスペンス・コメディ映画。

## あらすじ
在サンフランシスコのカトリック大司教が帰宅し、自室に入りレコードをかける。戸棚を開けると、自分によく似た男が自分を見つめているのが鏡に映る。彼は素早く振り向くが、胸にナイフを刺され死亡した。
サンフランシスコに住んでいる、離婚したばかりで恋に臆病になっている図書館司書グロリア・マンディは、金門橋を見下ろす友人のパーティーに出席している時、ハンサムな若い男性トニーの姿を目にするが、彼はバーでつまずいて、飲み物を全てこぼしてしまい、折角の好感度を台無しにしてしまう。グロリアは女の友人と話した際、心を開いて新しい経験に踏み出すことを勧められる。
パーティ会場を後にして車で海沿いの道を帰宅中、グロリアは故障した車の隣に立っているボブ「スコッティ」スコットという男性を車に乗せる。彼女はその晩映画に一緒に行こうと言うスコッティの誘いを受け入れ、別れ際にスコッティは自分の節煙のためにタバコの箱を持って行ってくれと彼女に頼む。その時スコッティは彼女の知らないうちに、タバコの箱の中に未現像フィルムのロールを隠した。その夜、映画館のグロリアの席まで来たスコッティは重傷を負っており、グロリアに映画はどんな感じかと尋ねる。彼の血が彼女のポップコーンのカップに流れ込み、彼は「小人に気をつけろ・・・」との警告を彼女に残し事切れる。グロリアが劇場支配人に助けを求めている間に彼の遺体は雲散霧消しており、グロリアの説明を誰も信じない。帰宅後、彼女は年老いた隣人兼家主のヘネシー氏にその夜の出来事を話す。
翌日の勤務終了後、図書館内でグロリアは、アルビノ（白子症）のホワイティ・ジャクソンに襲われ、エーテルで眠らされそうになる。彼女は逃げ出し、独身男女が集まるバーに隠れ、そこで見知らぬ男、スタンリー・ティベッツに彼の家に連れて行って貰うように頼む。女好きの英国人のスタンリーは、彼女がセックスを求めているのだと思い込み、自宅到着後、催淫剤を混ぜたカクテルを作り、ビージーズの曲をかけ、卑猥な器具類を開陳する。
ティベッツの誤解にショックを受け、自分のアパートに逃げ帰ると、今度は顔に傷のある男に襲われ、スコッティから預かったタバコの箱を要求される。彼がスカーフで彼女の首を絞めようとしたとき、グロリアは咄嗟に編み針で彼の腹を刺し、警察に助けを求めた。男が彼女を止めようとしたとき、台所の窓から突然顔を出したホワイティが投げたナイフで彼は殺され、グロリアはショックで気を失う。彼女が目を覚ますと、事件の痕跡は全て消えており、サンフランシスコ警察のトニー・カールソン警部補と「ファーギー」ファーガソン警部、更には家主のヘネシー氏さえも、グロリアの説明を信じない。
グロリアは、以前ホワイティが乗っているのを見たリムジンの運転手ターク・ファーナムに誘拐されそうになるが、友人で図書館職員のステラから貰った防犯スプレーと「メリケンサック」を使い何とか難を逃れる。その後の調査の結果、トニーは、ある夜に市内で著名人の暗殺が起こるという情報を得たサンフランシスコ市警の潜入捜査官スコッティが、殺し屋のルパート・スティルツキン（暗号名「小人」）を捜査していたことが判明する。グロリアを殺人者から守るよう命じられたトニーは、グロリアを自分のボートハウスに連れて行き、そこで2人は恋に落ちる。
トニーとファーギーは、件のリムジンがサンフランシスコ大司教区のものとして登録されていることを知り、ソーンクレスト大司教の事務所を訪れるが、この大司教は本当は双子の弟チャーリーであり、チャーリーはサンフランシスコを訪れる予定である教皇ピウス13世の暗殺計画に関与していて、大司教になりすますために兄を殺害したのだった。翌日、ルパートはファーギーを誘拐し、グロリアを誘き出すために彼を利用する。彼女は何とか近くのマッサージパーラーに逃げ込むが、そこで客として来ていたスタンリーに再び遭遇する。その後、ホワイティとスティルツキンが彼女を見つけて連れ去る。
グロリアの依頼で、ステラは「教会課税同盟」として知られる組織を調査し、その組織がデリア・ダロウとその夫によって設立された過激な傍流グループであることを発見した。ダロウ夫妻にとっての組織宗教とは、数十億ドル規模の大企業が支援する腐敗した貪欲なインチキに過ぎない。ステラは調査結果をトニーに報告し、トニーはヘネシー氏と共に大司教の邸宅に戻る。地下のワインセラーに忍び込んだトニーは、拘束されているファーギーを発見し、その夜、サンフランシスコ・オペラハウスでの『ミカド』の公演中に、ダロウ夫妻がスティルツキンに教皇を暗殺させるということを知らされる。トニーはルパートに襲われ、正当防衛としてワインの棚を倒し彼を殺すが、偽の大司教補佐ゲルダ・キャズウェル（本当はデリア・ダロウ）がトニーとグロリアに銃を突きつける。
ダロウはその後、法王を殺すための「緊急時対応計画」について詳しく説明する。第1幕の終わりに法王が死んでいない場合、ホワイティ・ジャクソンは会場の2つのオルガン室のうちの1つから狙撃する(「法王がいきなり席を立ったり、警察が到着するような場合も彼は狙撃する)」とダローは説明する）。その後、隠れていたヘネシー氏が素手の決闘でチャーリーとデリアを倒す。その後、トニーとグロリアは車でオペラハウスへ向かうが、途中で色々と問題を起こしてしまう（新装開店営業中のイタリアンレストランに突入したり、日本人旅行者の老夫妻が乗る空港リムジンを乗っ取ったりする）。ステージ裏にたどり着いたグロリアはジャクソンに捕まり、ジャクソンは警備員数名の内の1人を殺害する。グロリアはジャクソンを倒そうとするが、逆に床に押し倒されてしまう。しかしこれにより、トニーはジャクソンを射殺するチャンスが生まれ、法王殺害計画は無事に阻止される。死んだジャクソンが梁から落下すると、ロープに絡まり、レバーが作動して、大きな英国船ピナフォア号がステージ上に下がってくるが、これは作品上想定されていないことである。公演が終わり、グロリアとトニーが、死んだジャクソンと警備員の遺体と共に舞台上に残されるが、法王は異変に気づかない体で、出演者、オーケストラ、そして指揮者に拍手を送った。そしてその指揮者とは外ならぬスタンリー・ティベッツだったのだ。

## キャスト
| 役名        | 俳優                           | 日本語吹替 |
| 役名        | 俳優                           | テレビ朝日版                                                                                                  |
| ----------- | ------------------------------ | --- |
| グロリア    | ゴールディ・ホーン             | 藤田淑子 |
| トニー      | チェビー・チェイス             | 岩崎信忠 |
| スタンリー  | ダドリー・ムーア               | 広川太一郎 |
| ヘネシー    | バージェス・メレディス         | 真木恭介 |
| ゲルダ      | レイチェル・ロバーツ           | 中西妙子 |
| ステラ      | マリリン・ソコル               | 尾崎桂子 |
| ファーギー  | ブライアン・デネヒー           | 飯塚昭三 |
| 大司教      | ユージーン・ローチ             | 阪脩 |
| ホワイティ  | ウィリアム・フランクファーザー | |
| 不明 その他 |                                | 野島昭生 宮内幸平 寺島幹夫 今西正男 たてかべ和也 信沢三恵子 藤本譲 高村章子 叶年央 横尾まり 山本竜馬 服部れい |
|             |                                | |
| 演出        | 演出                           | 小林守夫 |
| 翻訳        | 翻訳                           | 森田瑠美 |
| 効果        | 効果                           | TFC |
| 調整        | 調整                           | 山田太平 |
| 制作        | 制作                           | 東北新社 |
| 解説        | 解説                           | 淀川長治 |
| 初回放送    | 初回放送                       | 1982年4月25日 『日曜洋画劇場』                                                                                |

- 2回目：1984年1月7日 テレビ朝日 『ウィークエンドシアター』[2]

## 関連作品
- 1981年1月より、本作品を元にした同名のテレビドラマがABCで放送された。グロリア役をデボラ・ラフィン、また映画版のトニーにあたる刑事のタッカー役をバリー・ボストウィックが演じたが、不評のため6回で打ち切られた。